# Over The Hills And Far Away
Over the Hills and Far Away és el primer i únic EP de la banda Nightwish.

## Llista de cançons
1. Over the Hills and Far Away – 5:03
2. 10th Man Down – 5:24
3. Away – 4:33
4. Astral Romance (remake 2001) – 5:18